# Xylocampa kanei
Xylocampa kanei là một loài bướm đêm trong họ Noctuidae.